# Bandera Move, Pt. II
Bandera Move, Pt. II é o quarto EP da cantora brasileira Claudia Leitte, lançado em 03 de abril de 2020. O EP foi precedido por outro EP, intitulado Bandera Move, lançado em 13 de dezembro de 2019.

## Singlese divulgação
"Rebolada Bruta" foi lançada como single no mesmo dia em que foi lançado o EP. Neste mesmo dia foi lançado o clipe da música.

## Recepção da crítica
| Críticas profissionais | Críticas profissionais |
| Avaliações da crítica  | Avaliações da crítica  |
| Fonte                  | Avaliação              |
| ---------------------- | ---------------------- |
| G1                     | 3 de 5 estrelas.       |

Mauro Ferreira do G1 deu ao álbum 3 estrelas e disse que: "Curioso é que, sem a preocupação de soar “internacional” e de acenar para o mercado latino de língua hispânica, Claudia Leitte acerta com maior frequência, apresentado um som mais agradável e menos artificial."

## Lista de faixas
| N.º            | Título                           | Compositor(es)                                                                    | Produtor(es)     | Duração |  |
| 1.             | "Rebolada Bruta" (feat. Mc Zaac) | Isaac Daniel Junior, Tierre de Araujo Paixão Costa, Rolando Augusto Cabrera Noble | Cabrera          | 2:31    |  |
| 2.             | "Meus Olhos Não Mentem"          | Samir Pereira Trindade, Marcos Breno Rios de Jesus, Thales Allan Santos Humberto  | Laércio da Costa | 3:25    |  |
| 3.             | "Pulsação"                       | Gilson Menezes Santos Dorea, Marlon Rodrigo de Souza Moreira                      | Luciano Pinto    | 2:56    |  |
| 4.             | "Amor Amor"                      | Felipe Costa Silva, Rolando Augusto Cabrera Noble                                 | Cabrera          | 2:29    |  |
| 5.             | "Só Quero Você"                  | Felipe Costa Silva                                                                |                  | 4:33    |  |
| Duração total: | Duração total:                   | Duração total:                                                                    | Duração total:   | 15:00   |  |

## Desempenho nos charts musicais
Download digital e streaming
| Parada (2020) | Melhor posição |
| ------------- | -------------- |
| iTunes Store  | 1              |

Parada semanal
| Parada (2020) | Melhor posição |
| ------------- | -------------- |
| iTunes Store  | 17             |
| Apple Music   | 81             |